# Албум на годината (Грами)
Наградата Грами за албум на годината е една от категориите, в които се връчва наградата Грами, учредена през 1958  Тя се връчва за да „отбележи артистичното постижение, техническото майсторство и цялостното качество в звукозаписната индустрия, без оглед на продажбите на албума или позицията му в класациите“
Тя е най-престижната категория и се връчва неизменно от 1959 г. Отначало е била връчвана само на изпълнителя, но днес се дава на изпълнителя, продуцента, инженера и миксиращия инженер. През 1962 името на категорията е разширено до Албум на годината (различен от класически) но през 1965 се връща по-краткото наименование. Едва няколко пъти – през 1968, 1969, 1999 и 2011 – наградата е връчена съответно на албум с рок, кънтри, хип-хоп и инди рок музика.
Най-много награди от тази категория има Тейлър Суифт - с четири. Пол Маккартни е начело по брой на номинациите – общо девет: пет като член на The Beatles, три за соло албуми и една като член на Уингс. Франк Синатра има осем номинации, седем за солови албуми и един в дует. Пол Маккартни и Пол Саймън са единствените с номинации във всяко едно десетилетие от 60-те до 2000 г.

## Носители
| Година                                                          | Изпълнител(и) | Националност                            | Албум | Номинирани | Изт.   |
| --------------------------------------------------------------- | --- | --------------------------------------- | --- | --- | ------ |
| 1959                                                            | Хенри Манчини | САЩ                                     | The Music from Peter Gunn | - Come Fly with Me изпълнен от Франк Синатра - Ella Fitzgerald Sings the Irving Berlin Songbook изпълнен от Ела Фицджералд - Frank Sinatra Sings for Only the Lonely изпълнен от Франк Синатра - Tchaikovsky: Concerto No. 1 in B Flat Minor, Op. 23 изпълнен от Van Cliburn                     | [ 3 ]  |
| 1960                                                            | Франк Синатра | САЩ                                     | Come Dance with Me! | - Belafonte at Carnegie Hall изпълнен от Хари Белафонте - More Music From Peter Gunn изпълнен от Хенри Манчини - Rachmaninoff Piano Concerto No. 3 изпълнен от Van Cliburn - Victory at Sea, Vol. 1 изпълнен от Robert Russell Bennett                                                           | [ 4 ]  |
| 1961                                                            | Bob Newhart | САЩ                                     | The Button-Down Mind of Bob Newhart | - Belafonte Returns to Carnegie Hall изпълнен от Хари Белафонте - Brahms: Concert No. 2 in B-Flat изпълнен от Sviatoslav Richter - Nice 'n' Easy изпълнен от Франк Синатра - Puccini: Turandot изпълнен от Erich Leinsdorf - Wild Is Love изпълнен от Нат Кинг Кол                               | [ 5 ]  |
| 1962                                                            | Джуди Гарланд | САЩ                                     | Judy at Carnegie Hall | - Breakfast at Tiffany's Soundtrack изпълнен от Хенри Манчини - Genius+Soul=Jazz изпълнен от Рей Чарлс - Great Band with Great Voices изпълнен от Si Zentner & the Johnny Mann Singers - The Nat King Cole Story изпълнен от Нат Кинг Кол - West Side Story Soundtrack изпълнен от група артисти | [ 6 ]  |
| 1963                                                            | Vaughn Meader | САЩ                                     | The First Family | - I Left My Heart in San Francisco изпълнен от Tony Bennett - Jazz Samba изпълнен от Stan Getz & Charlie Byrd - Modern Sounds in Country and Western Music изпълнен от Рей Чарлс - My Son, the Folk Singer изпълнен от Allan Sherman                                                             | [ 7 ]  |
| 1964                                                            | Барбра Страйсънд | САЩ                                     | The Barbra Streisand Album | - Bach's Greatest Hits изпълнен от The Swingle Singers - Days of Wine and Roses and Other TV Requests изпълнен от Andy Williams - Honey in the Horn изпълнен от Al Hirt - The Singing Nun изпълнен от The Singing Nun                                                                            | [ 8 ]  |
| 1965                                                            | Стан Гец & Жуау Жилберту | САЩ · Бразилия                          | Getz/Gilberto | - Cotton Candy изпълнен от Al Hirt - Funny Girl: Original Broadway Cast изпълнен от група артисти - People изпълнен от Барбра Страйсънд - The Pink Panther изпълнен от Хенри Манчини | [ 9 ]  |
| 1966                                                            | Франк Синатра продуциран от Sonny Burke | САЩ                                     | September of My Years | - Help! изпълнен от The Beatles - My Name Is Barbra изпълнен от Барбра Страйсънд - My World изпълнен от Eddy Arnold - The Sound of Music Soundtrack изпълнен от група артисти |        |
| 1967                                                            | Франк Синатра продуциран от Sonny Burke | САЩ                                     | A Man and His Music | - Color Me Barbra изпълнен от Барбра Страйсънд - Dr. Zhivago Soundtrack изпълнен от Maurice Jarre - Revolver изпълнен от The Beatles - What Now My Love изпълнен от Herb Alpert and the Tijuana Brass                                                                                            |        |
| 1968                                                            | The Beatles продуциран от George Martin | Великобритания                          | Sgt. Pepper's Lonely Hearts Club Band | - Francis Albert Sinatra & Antonio Carlos Jobim изпълнен от Франк Синатра & Antonio Carlos Jobim - It Must Be Him изпълнен от Vikki Carr - My Cup Runneth Over performed by Ed Ames - Ode to Billie Joe изпълнен от Bobbie Gentry                                                                | [ 10 ] |
| 1969                                                            | Glen Campbell продуциран от Al De Lory | САЩ                                     | By the Time I Get to Phoenix | - Bookends изпълнен от Simon & Garfunkel - Feliciano! изпълнен от Хосе Фелисиано - Magical Mystery Tour изпълнен от The Beatles - A Tramp Shining изпълнен от Richard Harris | [ 11 ] |
| 1970 „Блъд, Сует енд Тиърс“ продуциран от James William Guercio | САЩ | Blood, Sweat & Tears                    | - Abbey Road изпълнен от The Beatles - The Age of Aquarius изпълнен от The 5th Dimension - Crosby, Stills & Nash изпълнен от Crosby, Stills & Nash - At San Quentin изпълнен от Джони Кеш | [ 12 ] |        |
| 1971                                                            | Simon & Garfunkel продуциран от Art Garfunkel, Пол Саймън & Roy Halee | САЩ                                     | Bridge over Troubled Water | - Chicago изпълнен от Чикаго - Close to You изпълнен от The Carpenters - Déjà Vu изпълнен от Crosby, Stills, Nash & Young - Elton John изпълнен от Елтън Джон - Sweet Baby James изпълнен от James Taylor                                                                                        | [ 13 ] |
| 1972                                                            | Carole King продуциран от Lou Adler | САЩ                                     | Tapestry | - All Things Must Pass изпълнен от Джордж Харисън - The Carpenters изпълнен от The Carpenters - Jesus Christ Superstar (London Production) изпълнен от група артисти - Shaft изпълнен от Isaac Hayes                                                                                             | [ 14 ] |
| 1973                                                            | Боб Дилан, Рави Шанкар, Джордж Харисън, Леон Ръсел, Ринго Стар, Били Престън, Ерик Клептън & Klaus Voormann продуциран от Джордж Харисън & Фил Спектор                                                                   | САЩ · Индия · Великобритания · Германия | The Concert for Bangla Desh | - American Pie изпълнен от Don McLean - Jesus Christ Superstar (Original Broadway Cast Recording) изпълнен от група артисти - Moods изпълнен от Нийл Даймънд - Nilsson Schmilsson изпълнен от Nilsson                                                                                            | [ 15 ] |
| 1974                                                            | Стиви Уондър продуциран от Стиви Уондър | САЩ                                     | Innervisions | - Behind Closed Doors изпълнен от Charlie Rich - The Divine Miss M изпълнен от Бет Мидлър - Killing Me Softly изпълнен от Roberta Flack - There Goes Rhymin' Simon изпълнен от Пол Саймън | [ 16 ] |
| 1975                                                            | Стиви Уондър продуциран от Стиви Уондър | САЩ                                     | Fulfillingness' First Finale | - Back Home Again изпълнен от John Denver - Band on the Run изпълнен от Пол Маккартни & Wings - Caribou изпълнен от Елтън Джон - Court and Spark изпълнен от Joni Mitchell |        |
| 1976                                                            | Пол Саймън продуциран от Пол Саймън & Phil Ramone | САЩ                                     | Still Crazy After All These Years | - Between the Lines изпълнен от Janis Ian - Captain Fantastic and the Brown Dirt Cowboy изпълнен от Елтън Джон - Heart Like a Wheel изпълнен от Linda Ronstadt - One of These Nights изпълнен от Ийгълс                                                                                          | [ 17 ] |
| 1977                                                            | Стиви Уондър продуциран от Стиви Уондър | САЩ                                     | Songs in the Key of Life | - Breezin' изпълнен от George Benson - Chicago X изпълнен от Чикаго - Frampton Comes Alive! изпълнен от Peter Frampton - Silk Degrees изпълнен от Boz Scaggs | [ 18 ] |
| 1978                                                            | Флийтуд Мак продуциран от Флийтуд Мак, Ken Caillat & Richard Dashut | САЩ                                     | Rumours | - Aja изпълнен от Steely Dan - Hotel California изпълнен от Ийгълс - JT изпълнен от James Taylor - Star Wars Soundtrack изпълнен от Лондонски симфоничен оркестър под диригентството на John Williams                                                                                            | [ 19 ] |
| 1979                                                            | Група артисти[A] | -                                       | Saturday Night Fever: The Original Movie Sound Track | - Even Now изпълнен от Barry Manilow - Grease Original Soundtrack Album изпълнен от група артисти - Running on Empty изпълнен от Jackson Browne - Some Girls изпълнен от The Rolling Stones | [ 20 ] |
| 1980                                                            | Били Джоел продуциран от Phil Ramone | САЩ                                     | 52nd Street | - Minute by Minute изпълнен от The Doobie Brothers - The Gambler изпълнен от Kenny Rogers - Bad Girls изпълнен от Donna Summer - Breakfast in America изпълнен от Supertramp | [ 21 ] |
| 1981                                                            | Кристофър Крос продуциран от Michael Omartian | САЩ                                     | Christopher Cross | - Glass Houses изпълнен от Били Джоел - The Wall изпълнен от Pink Floyd - Trilogy: Past Present Future изпълнен от Франк Синатра - Guilty изпълнен от Барбра Страйсънд | [ 22 ] |
| 1982                                                            | Джон Ленън & Йоко Оно продуциран от Jack Douglas, Джон Ленън & Йоко Оно | Великобритания · Япония                 | Double Fantasy | - Mistaken Identity изпълнен от Kim Carnes - Breakin' Away изпълнен от Ал Жаро - The Dude изпълнен от Куинси Джонс - Gaucho изпълнен от Steely Dan | [ 23 ] |
| 1983                                                            | Тото продуциран от Тото | САЩ                                     | Toto IV | - American Fool изпълнен от John Mellencamp - The Nightfly изпълнен от Donald Fagen - The Nylon Curtain изпълнен от Били Джоел - Tug of War изпълнен от Пол Маккартни | [ 24 ] |
| 1984                                                            | Майкъл Джексън продуциран от Майкъл Джексън & Куинси Джонс | САЩ                                     | Thriller | - Let's Dance изпълнен от Дейвид Боуи - An Innocent Man изпълнен от Били Джоел - Synchronicity изпълнен от The Police - саундтрак на „Флашданс“ изпълнен от група артисти |        |
| 1985                                                            | Лайнъл Ричи продуциран от James Anthony Carmichel & Лайнъл Ричи | САЩ                                     | Can't Slow Down | - She's So Unusual изпълнен от Cyndi Lauper - Purple Rain изпълнен от Принс & The Revolution - Born in the U.S.A. изпълнен от Брус Спрингстийн - Private Dancer изпълнен от Тина Търнър | [ 25 ] |
| 1986                                                            | Фил Колинс продуциран от Hugh Padgham & Фил Колинс | Великобритания                          | No Jacket Required | - Brothers in Arms изпълнен от Dire Straits - Whitney Houston изпълнен от Уитни Хюстън - The Dream of the Blue Turtles изпълнен от Стинг - We Are the World изпълнен от USA for Africa | [ 26 ] |
| 1987                                                            | Пол Саймън продуциран от Roy Halee & Пол Саймън | САЩ                                     | Graceland | - So изпълнен от Питър Гейбриъл - Control изпълнен от Джанет Джексън - The Broadway Album изпълнен от Барбра Страйсънд - Back in the High Life изпълнен от Steve Winwood | [ 27 ] |
| 1988                                                            | U2 продуциран от Брайън Ино & Daniel Lanois | Ирландия                                | The Joshua Tree | - Whitney изпълнен от Уитни Хюстън - Bad изпълнен от Майкъл Джексън - Trio изпълнен от Доли Партън, Линда Ронстад, & Emmylou Harris - Sign o' the Times изпълнен от Принс | [ 28 ] |
| 1989                                                            | Джордж Майкъл продуциран от Джордж Майкъл | САЩ                                     | Faith | - Tracy Chapman изпълнен от Трейси Чапман - Simple Pleasures изпълнен от Bobby McFerrin - ...Nothing Like the Sun изпълнен от Стинг - Roll with It изпълнен от Steve Winwood | [ 29 ] |
| 1990                                                            | Бони Райт продуциран от Don Was | САЩ                                     | Nick of Time | - The End of the Innocence изпълнен от Don Henley - The Raw and the Cooked изпълнен от Fine Young Cannibals - Full Moon Fever performed by Tom Petty - Traveling Wilburys Vol. 1 изпълнен от Traveling Wilburys                                                                                  | [ 30 ] |
| 1991                                                            | Куинси Джонс и група артисти продуциран от Куинси Джонс | САЩ                                     | Back on the Block | - Mariah Carey изпълнен от Марая Кери - ...But Seriously изпълнен от Фил Колинс - Please Hammer Don't Hurt 'Em изпълнен от MC Hammer - Wilson Phillips изпълнен от Wilson Phillips | [ 31 ] |
| 1992                                                            | Натали Кол продуциран от Andre Fischer, David Foster & Tommy LiPuma | САЩ                                     | Unforgettable... with Love | - Heart in Motion изпълнен от Amy Grant - Luck of the Draw изпълнен от Бони Райт - Out of Time изпълнен от R.E.M. - The Rhythm of the Saints изпълнен от Пол Саймън | [ 32 ] |
| 1993                                                            | Ерик Клептън продуциран от Russ Titelman | Великобритания                          | Unplugged | - Ingenue изпълнен от k.d. lang - Diva изпълнен от Ани Ленъкс - Achtung Baby изпълнен от U2 - Beauty and the Beast: Original Motion Picture Soundtrack изпълнен от група артисти | [ 33 ] |
| 1994                                                            | Уитни Хюстън[B] продуциран от Бейбифейс, BeBe Winans, David Cole, David Foster, L.A. Reid, Narada Michael Walden & Robert Clivilles                                                                                      | САЩ                                     | The Bodyguard: Original Soundtrack Album | - Kamakiriad изпълнен от Donald Fagen - River of Dreams изпълнен от Били Джоел - Automatic for the People изпълнен от R.E.M. - Ten Summoner's Tales изпълнен от Стинг | [ 34 ] |
| 1995                                                            | Тони Бенет продуциран от David Kahne | САЩ                                     | MTV Unplugged | - The Three Tenors in Concert 1994 изпълнен от Хосе Карерас, Пласидо Доминго & Лучано Павароти със Зубин Мета - From the Cradle изпълнен от Ерик Клептън - Longing in Their Hearts изпълнен от Бони Райт - Seal изпълнен от Seal                                                                 | [ 35 ] |
| 1996                                                            | Аланис Морисет продуциран от Glen Ballard | Канада                                  | Jagged Little Pill | - Daydream изпълнен от Марая Кери - HIStory: Past, Present and Future изпълнен от Майкъл Джексън - Relish изпълнен от Joan Osborne - Vitalogy изпълнен от Pearl Jam | [ 36 ] |
| 1997                                                            | Селин Дион | Канада                                  | Falling into You | - Odelay изпълнен от Beck - The Score изпълнен от The Fugees - Mellon Collie and the Infinite Sadness изпълнен от The Smashing Pumpkins - Waiting to Exhale: Original Soundtrack Album изпълнен от група артисти                                                                                 | [ 37 ] |
| 1998                                                            | Боб Дилан продуциран от Daniel Lanois | САЩ                                     | Time out of Mind | - The Day изпълнен от Бейбифейс - This Fire изпълнен от Paula Cole - Flaming Pie изпълнен от Пол Маккартни - OK Computer изпълнен от Radiohead | [ 38 ] |
| 1999                                                            | Lauryn Hill продуциран от Лорин Хил | САЩ                                     | The Miseducation of Lauryn Hill | - Ray of Light изпълнен от Мадона - The Globe Sessions изпълнен от Шерил Кроу - Version 2.0 изпълнен от Garbage - Come on Over изпълнен от Шаная Туейн | [ 39 ] |
| 2000                                                            | Сантана продуциран от Alex Gonzales, Art Hodge, Charles Goodan, Clive Davis, Dante Ross, Dust Brothers, Fher Olvera, Jerry 'Wonder' Duplessis, K. C. Porter, Lauryn Hill, Matt Serletic, Stephen M. Harris & Wyclef Jean | САЩ                                     | Supernatural | - Millennium изпълнен от Backstreet Boys - Fly изпълнен от Dixie Chicks - When I Look in Your Eyes изпълнен от Diana Krall - FanMail изпълнен от TLC | [ 40 ] |
| 2001                                                            | Steely Dan продуциран от Donald Fagen & Walter Becker | САЩ                                     | Two Against Nature | - Midnite Vultures изпълнен от Beck - The Marshall Mathers LP изпълнен от Еминем - Kid A изпълнен от Radiohead - You're the One изпълнен от Пол Саймън | [ 41 ] |
| 2002                                                            | Група артисти[C] | САЩ[C]                                  | O Brother, Where Art Thou? Soundtrack | - Acoustic Soul изпълнен от India.Arie - Love and Theft изпълнен от Боб Дилан - Stankonia изпълнен от OutKast - All That You Can't Leave Behind изпълнен от U2 | [ 42 ] |
| 2003                                                            | Нора Джоунс продуциран от Arif Mardin, Craig Street, Jay Newland & Norah Jones | САЩ                                     | Come Away with Me | - Home изпълнен от Dixie Chicks - The Eminem Show изпълнен от Еминем - Nellyville performed by Nelly - The Rising изпълнен от Брус Спрингстийн | [ 43 ] |
| 2004                                                            | OutKast продуциран от André 3000, Big Boi & Carl Mo | САЩ                                     | Speakerboxxx/The Love Below | - Under Construction изпълнен от Missy Elliott - Fallen изпълнен от Evanescence - Justified изпълнен от Джъстин Тимбърлейк - Elephant изпълнен от The White Stripes | [ 44 ] |
| 2005                                                            | Рей Чарлс и група артисти продуциран от Don Mizell, Herbert Waltl, John R. Burk, Phil Ramone & Terry Howard | САЩ                                     | Genius Loves Company | - American Idiot изпълнен от Green Day - The Diary of Alicia Keys изпълнен от Алиша Кийс - Confessions изпълнен от Usher - The College Dropout изпълнен от Кание Уест | [ 45 ] |
| 2006                                                            | U2 продуциран от Брайън Ино, Chris Thomas, Daniel Lanois, Flood, Jacknife Lee & Steve Lillywhite | Ирландия                                | How to Dismantle an Atomic Bomb | - The Emancipation of Mimi изпълнен от Марая Кери - Chaos and Creation in the Backyard изпълнен от Пол Маккартни - Love. Angel. Music. Baby. изпълнен от Гуен Стефани - Late Registration изпълнен от Кание Уест                                                                                 | [ 46 ] |
| 2007                                                            | Dixie Chicks продуциран от Rick Rubin | САЩ                                     | Taking the Long Way | - St. Elsewhere изпълнен от Gnarls Barkley - Continuum изпълнен от John Mayer - Stadium Arcadium изпълнен от Red Hot Chili Peppers - FutureSex/LoveSounds изпълнен от Джъстин Тимбърлейк | [ 47 ] |
| 2008                                                            | Herbie Hancock продуциран от Herbie Hancock & Larry Klein master engeineered by Bernie Grundman | САЩ                                     | River: The Joni Letters | - Echoes, Silence, Patience & Grace изпълнен от Foo Fighters - These Days изпълнен от Vince Gill - Graduation изпълнен от Кание Уест - Back to Black изпълнен от Ейми Уайнхаус | [ 48 ] |
| 2009                                                            | Робърт Плант & Alison Krauss продуциран от T Bone Burnett | Великобритания · САЩ                    | Raising Sand | - Viva la Vida or Death and All His Friends изпълнен от Coldplay - Year of the Gentleman изпълнен от Ne-Yo - In Rainbows изпълнен от Radiohead - Tha Carter III изпълнен от Lil Wayne | [ 49 ] |
| 2010                                                            | Тейлър Суифт продуциран от Nathan Chapman & Taylor Swift | САЩ                                     | Fearless | - I Am... Sasha Fierce изпълнен от Бионсе Ноулс - The E.N.D. изпълнен от The Black Eyed Peas - The Fame изпълнен от Лейди Гага - Big Whiskey and the GrooGrux King изпълнен от Dave Matthews Band                                                                                                | [ 50 ] |
| 2011                                                            | Аркейд Файър продуциран от Аркейд Файър & Markus Dravs | Канада                                  | The Suburbs | - Recovery изпълнен от Еминем - Need You Now изпълнен от Lady Antebellum - The Fame Monster изпълнен от Лейди Гага - Teenage Dream изпълнен от Кейти Пери | [ 51 ] |
| 2012                                                            | Адел | Великобритания                          | 21 | - Wasting Light изпълнен от Foo Fighters - Born This Way изпълнен от Лейди Гага - Doo Wops and Hooligans изпълнен от Бруно Марс - Loud изпълнен от Риана | [ 52 ] |
| 2013                                                            | Mumford & Sons | Великобритания                          | Babel | - El Camino изпълнен от The Black Keys - Some Nights изпълнен от fun. - Channel Orange изпълнен от Frank Ocean - Blunderbuss изпълнен от Jack White | [ 53 ] |
| 2014                                                            | Дафт Пънк | Франция                                 | Random Access Memories | - Good Kid, M.A.A.D City изпълнен от Kendrick Lamar - The Blessed Unrest изпълнен от Sara Bareilles - The Heist изпълнен от Macklemore & Ryan Lewis - Red изпълнен от Тейлър Суифт |        |
| 2015                                                            | Beck | САЩ                                     | Morning Phase | [ 54 ] |        |
| 2016                                                            | Тейлър Суифт | САЩ                                     | 1989 | [ 55 ] |        |
| 2017                                                            | Адел | Великобритания                          | 25 | [ 56 ] |        |
| 2018                                                            | Бруно Марс | САЩ                                     | 24K Magic | [ 57 ] |        |
| 2019                                                            | Kacey Musgraves | САЩ                                     | Golden Hour | [ 58 ] |        |
| 2020                                                            | Били Айлиш | САЩ                                     | When We All Fall Asleep, Where Do We Go? | [ 59 ] |        |
| 2021                                                            | Тейлър Суифт | САЩ                                     | Folklore | [ 60 ] |        |
| 2022                                                            | Jon Batiste | САЩ                                     | We Are | [ 61 ] |        |
| 2023                                                            | Хари Стайлс | Великобритания                          | Harry's House | [ 62 ] |        |
| 2024                                                            | Тейлър Суифт | САЩ                                     | Midnights | [ 63 ] |        |